# ミシェル・スミス
ミシェル・スミス・デ・ブルーイン（Michelle Smith de Bruin 1969年12月16日 - ）は、アイルランドダブリン県ラスクール出身のアイルランド人女子競泳選手である。1996年アトランタオリンピックで400m自由形・200m個人メドレー・400m個人メドレーで金メダル、200mバタフライで銅メダル、計4つのメダルを獲得した。

## 経歴

### 1988年ソウルオリンピック
18歳で出場した初めてのオリンピックでは100m背泳ぎで27位、200m背泳ぎで17位、200m個人メドレーで26位、400m個人メドレーで25位と全種目で予選敗退に終わった。

### 1991年パース世界選手権
400m個人メドレーで15位に入った。

### 1992年バルセロナオリンピック
2度目のオリンピックでは200m背泳ぎで35位、200m個人メドレー32位、400m個人メドレー26位と怪我の影響もあり、前回と同じく全種目で予選敗退に終わった。

### 1994年ローマ世界選手権
200mバタフライで5位入賞を果たした。

### 1995年欧州選手権
200mバタフライと200m個人メドレーで金メダル、400m個人メドレーで銀メダルを獲得した。主要な国際大会初のメダルだった。

### 1996年アトランタオリンピック
3度目のオリンピックで400m自由形・200m個人メドレー・400m個人メドレーの三冠を達成し、初のメダル獲得となった。さらに200mバタフライで銅メダルも獲得した。

### 1997年欧州選手権
200m自由形・400m個人メドレーで金メダル、400m自由形・200mバタフライで銀メダル、計4つのメダルを獲得した。